# Jan Rozwadowski (ur. 1892)
Jan Rozwadowski (ur. 24 listopada 1892 w Lubartowie, zm. ?) – polski ekonomista, działacz kolonialny oraz urzędnik ministerialny i konsularny.

## Życiorys
Syn Władysława i Eleonory z Dereckich. Uzyskał tytuł dr. nauk ekonomicznych. W polskiej służbie zagranicznej od 1925, m.in. pełniącego funkcje - urzędnika konsulatu w Lille (1925-1927) i Berlinie (1930-1933), urzędnika Dyrekcji Konsularnej (1933-1936) i Biura Personalnego MSZ (1936-1938), następnie z-cy dyr. tegoż biura (1938-1939), konsula generalnego w Marsylii (1939-1940).
Był współtwórcą Związku Pionierów Kolonialnych (1928) oraz sekretarzem generalnym Ligi Morskiej i Rzecznej (1929–1930). Autor szeregu publikacji z tego zakresu.